# George Costentenus
George Costentenus znany też jako The Greek Albanian i Georgius Constantine (ur. 17 kwietnia 1833, zm. ?) – artysta cyrkowy, znany z tatuaży pokrywających całe jego ciało.

## Życiorys
Pochodził z rodziny suliockiej, mieszkającej na pograniczu Grecji i Albanii. Już jako dorosły mężczyzna zajmował się piractwem. W latach 60. XIX w. wziął udział we francuskiej ekspedycji do Wietnamu i Birmy, w poszukiwaniu złota. Wraz z 11 uczestnikami ekspedycji wpadł w ręce żołnierzy birmańskich, wrogich ekspedycji. Dziewięciu z nich zamordowano, pozostali zostali uwięzieni w Bhamo, gdzie ukarano ich hańbiącymi tatuażami. Po ucieczce z niewoli Costentenus przedostał się do południowych Chin, dalej do Xiamen i Hongkongu, a stamtąd na pokładzie statku przez Kanał Sueski dopłynął do Wiednia. Tam jego fenomen zainteresował lekarzy i antropologów.

## Tatuaże
Ciało Costentusa pokrywało 388 tatuaży, które miały być wykonane w ciągu zaledwie trzech miesięcy tradycyjnymi metodami stosowanymi w Birmie. Wśród wielobarwnych tatuaży były rysunki egzotycznych zwierząt, kwiaty, a także motywy geometryczne. Tatuaże znajdowały się nawet na powiekach i małżowinach usznych. Lekarze stwierdzili, że tak ogromna ilość tatuaży nie wpływała na funkcjonowanie organizmu i organów wewnętrznych. Szczególne zainteresowanie fenomenem Costentenusa wykazywał austriacki dermatolog Ferdinand von Hebra, który poświęcił mu sporo uwagi w wydanym w 1876 atlasie schorzeń skórnych. Niemiecki orientalista Max Müller potwierdził u Costentenusa znajomość sześciu języków, a na jego skórze odnalazł unikalne wyobrażenia hinduskiej bogini Durgi.

## Kariera artystyczna
Costentenus prezentował swoje tatuaże na pokazach organizowanych w Europie Zachodniej. W październiku 1874 mogli go podziwiać mieszkańcy Paryża. Rok później wyjechał do Stanów Zjednoczonych, gdzie miał wystąpić w czasie Wystawy Światowej. W 1876 podpisał kontrakt z cyrkiem P.T.Barnum, otrzymując gażę w wysokości 100 dol. dziennie. Na scenie występował obnażony eksponując bogactwo tatuaży. W czerwcu 1878 doszło do walki Costentenusa z występującym w cyrku olbrzymem Routhem Goshenem, który poczuł się obrażony zachowaniem Costentenusa wobec towarzyszących mu kobiet. Ciężko ranny w walce Costentenus przerwał swoje występy, by powrócić na arenę w 1879. W 1882 zamieszkał w Nowym Jorku i w grudniu 1883 uzyskał obywatelstwo amerykańskie. Pogarszający się wzrok skłonił go do podróży do Europy, gdzie zamierzał poddać się operacji. W 1885 przebywał w Grecji, ale jego wzrok systematycznie się pogarszał iw październiku 1889 powrócił do Nowego Jorku. Od 1894, kiedy starał się o paszport, planując kolejną podróż do Europy brak informacji o jego dalszych losach.

## Legenda Costentenusa

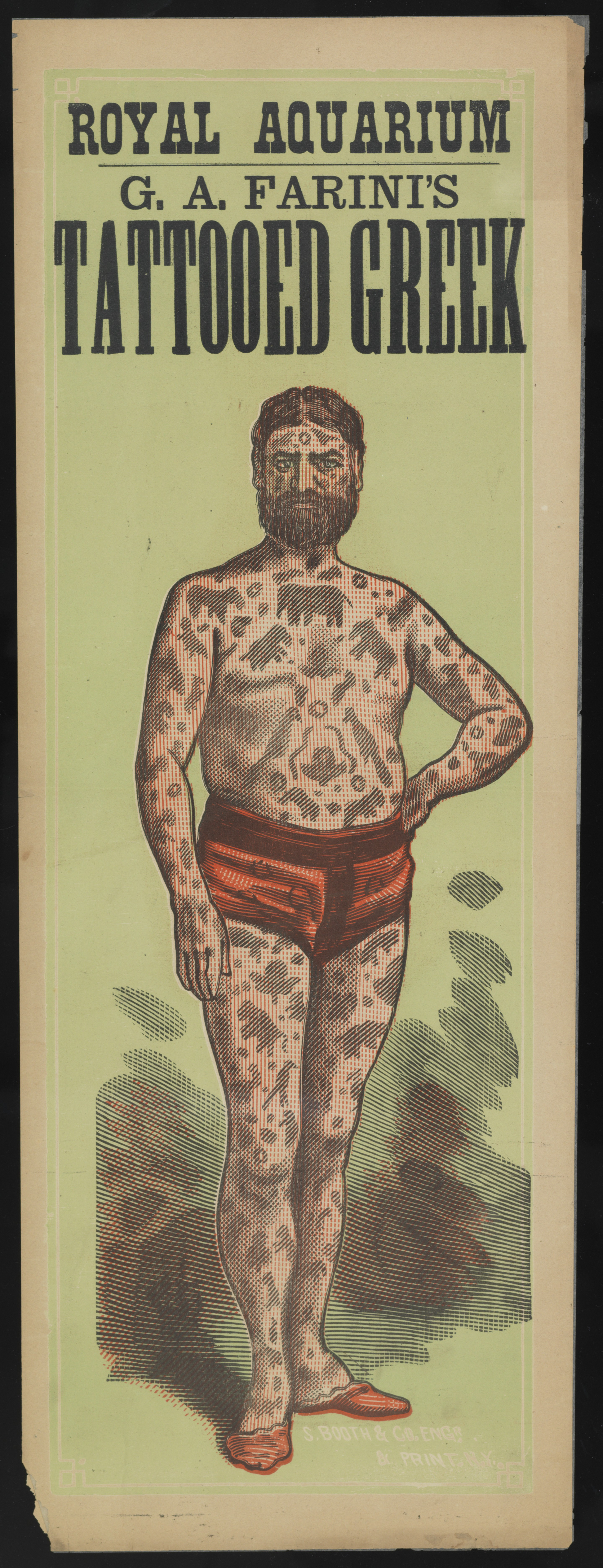
Plakat zapowiadający występ Costentenusa

W reklamach cyrku P.T. Barnum przedstawiano Costentenusa jako jedynego człowieka, który przeżył 7 mln nakłuć, wykonanych na jego skórze. On sam był przedstawiany jako potomek arystokratycznej rodziny greckiej z Albanii, która została wymordowana przez Turków, a on sam został usynowiony przez lokalnego paszę tureckiego. Tatuaże miały zostać wykonane w czasie wyprawy na ziemie Tatarów, w której Costentenus uczestniczył wraz z Hiszpanami. Podobną historię zawierała broszura The Life and Adventures of Cpt. Costentenus, the Tattoed Greek Prince, opublikowana w 1881.